# Potamites apodemus
Espèce
Synonymes
- Neusticurus apodemus Uzzell, 1966

Statut de conservation UICN

 LC  : Préoccupation mineure
Potamites apodemus est une espèce de sauriens de la famille des Gymnophthalmidae.

## Répartition
Cette espèce se rencontre au Panama et au Costa Rica.

## Publication originale
- Uzzell, 1966 : Teid Lizards of the genus Neusticurus (Reptilia, Sauria). Bulletin of the American Museum of Natural History, vol. 132, no 5, p. 279-327 (texte intégral).